# Electronica 2: The Heart of Noise
Electronica 2: The Heart of Noise — восемнадцатый студийный альбом французского композитора и исполнителя электронной музыки Жана-Мишеля Жарра. Выпущен 6 мая 2016 года лейблом Columbia Records. Это второй из двух альбомов совместных работ Жарра с другими музыкантами-электронщиками из самых разных десятилетий и стилей. Первым альбомом стал Electronica 1: The Time Machine. Альбом является посвящением итальянскому композитору Луиджи Руссоло, предвосхитившему в своём футуристическом манифесте 1913 года «Искусство шумов» появление синтезаторов и электронной музыки.
Альбом Electronica 1 включает совместные работы с такими музыкантами как Винс Кларк, Gesaffelstein, M83, Армин Ван Бюрен, Джон Карпентер, Роберт «3D» Дель Ная из группы Massive Attack, Пит Таунсенд, Эдгар Фрёзе из группы Tangerine Dream и другими.
Альбом Electronica 2 включает совместные работы с Pet Shop Boys, Rone, Джулией Холтер, Primal Scream, Гэри Ньюманом, Хансом Циммером, Эдвардом Сноуденом, Peaches, Себастьеном Телье, The Orb, Siriusmo, Yello, Джеффом Миллзом, Синди Лопер и Кристофом. В целом эти два альбома насчитывают около 30 совместных работ. Жарр назвал эту кооперацию своим самым амбициозным проектом.
Название альбома, его обложка, полный список композиций и соавторов были обнародованы 19 февраля 2016 года.

## Список композиций
| №                   | Название                               | Автор(ы)                                           | Длительность |
| ------------------- | -------------------------------------- | -------------------------------------------------- | ------------ |
| 1.                  | «The Heart of Noise, Pt. 1» (с Rone)   | Jarre, Erwan Castex                                | 4:26         |
| 2.                  | «The Heart of Noise, Pt. 2»            | Jarre                                              | 4:10         |
| 3.                  | «Brick England» (с Pet Shop Boys)      | Jarre, Neil Tennant, Chris Lowe                    | 4:01         |
| 4.                  | «These Creatures» (с Джулией Холтер)   | Jarre, Julia Holter                                | 3:40         |
| 5.                  | «As One» (с Primal Scream)             | Jarre, Andrew Innes, Bobby Gillespie, Robert Young | 3:58         |
| 6.                  | «Here For You» (с Гэри Ньюманом)       | Jarre, Gary Numan                                  | 3:59         |
| 7.                  | «Electrees» (с Хансом Циммером)        | Jarre, Hans Zimmer                                 | 4:10         |
| 8.                  | «Exit» (с Эдвардом Сноуденом)          | Jarre                                              | 6:19         |
| 9.                  | «What You Want» (с Peaches)            | Jarre, Merrill Nisker                              | 3:27         |
| 10.                 | «Gisele» (с Себастьеном Телье)         | Jarre, Sebastien Tellier                           | 3:43         |
| 11.                 | «Switch on Leon» (с The Orb)           | Jarre, Alex Paterson, Thomas Fehlmann              | 4:43         |
| 12.                 | «Circus» (с Siriusmo)                  | Jarre, Moritz Friedrich                            | 3:09         |
| 13.                 | «Why This, Why That and Why» (с Yello) | Jarre, Dieter Meier, Boris Blank                   | 3:58         |
| 14.                 | «The Architect» (с Джеффом Миллзом)    | Jarre, Jeff Mills                                  | 4:43         |
| 15.                 | «Swipe to the Right» (с Синди Лопер)   | Jarre, Cyndi Lauper, Carmen Cacciatore             | 4:54         |
| 16.                 | «Walking the Mile» (с Кристофом)       | Jarre, Daniel Bevilacqua                           | 4:52         |
| 17.                 | «Falling Down»                         | Jarre                                              | 3:23         |
| 18.                 | «The Heart of Noise (The Origin)»      | Jarre                                              | 2:39         |
| Общая длительность: | Общая длительность:                    | Общая длительность:                                | 74:14        |

- Композиция «As One» содержит семплы из песни «Come Together» группы Primal Scream